# 風に向かう花
「風に向かう花」（かぜにむかうはな）はチベット族中国人女性歌手、alanの日本における13thシングル。2010年7月7日にavex traxよりリリースされた。

## 解説
- 「風に向かう花」は平山秀幸監督の映画『必死剣 鳥刺し』の主題歌。
- 「ココニイル」はエイチ・アイ・エスグループのパスポルテの旅行ブランド『QUALITA』のCMイメージソング。CMにはリン・チーリンが出演している。CMは2010年5月18日からオンエアされた。
- 『風に向かう花』では、運命を切り開いていくのは自分自身だというメッセージを込めて歌っている[4]。
- 映画への起用理由は、映画のエグゼクティブプロデューサーの伊藤秀裕によると、「詞をまるで音符のようにメロディーに溶け合わすことのできる優れたセンスの持ち主。胡弓を奏でるビジュアルにも惹かれ、硬派な時代劇にその歌声と容姿のコラボレーションが新鮮だと思った」[5]。当初追加予定ではなかったチベットフェイクを劇場の臨場感を増すために後日追加した[4]。
- ジャケット A, B, C, D, E の5種類がある。ジャケット A, B, DにはDVDがつくが、ジャケット C, EはCDのみである。ジャケット D, E はmu-moショップ限定盤(Eは最長で2010年6月5日正午までの期間限定販売)[6]である。ジャケット E には、CD のみの他に、2nd concert のチケットがついているタイプもある。

## 収録曲

### ジャケット A
- CD
  1. 風に向かう花
作詞：松井五郎 作曲：菊池一仁 編曲：中野雄太
映画『必死剣鳥刺し』主題歌
  2. ココニイル
『QUALITA』CMイメージソング
作詞：川江美奈子 作曲：菊池一仁 編曲：村田昭
  3. 風に向かう花 (Instrumental)
  4. ココニイル (Instrumental)
- DVD
  1. 風に向かう花 [Music Video]
  2. 風に向かう花 [Music Video Making]

### ジャケット B
- CD
  1. 風に向かう花
  2. 群青の谷 (alan 1st concert -voice of you- version)
作詞：Cocco　作曲：Cocco　編曲：tasuku
  3. 恵みの雨 (alan 1st concert -voice of you- version)
作詞：古内東子　作曲：菊池一仁　編曲：中野雄太
  4. 懐かしい未来〜longing future〜 (alan 1st concert -voice of you- version)
作詞：大貫妙子　作曲：菊池一仁　編曲：中野雄太
- DVD
  1. 「alan 1st concert tour -voice of you- in TOKYO 2010.01.24」Behind the scenes (オフショット・ムービー)

### ジャケット C
- CD
  1. 風に向かう花
  2. ココニイル
  3. いい日旅立ち
作詞・作曲：谷村新司　編曲：TATOO

### ジャケット D
mu-moショップ限定盤
- CD
  1. 風に向かう花
  2. Nobody knows but me (Chinese Version)
作詞：alan、Abbie Yang　作曲：alan
  3. my life (Chinese Version)
作詞：黄祖荫　作曲：菊池一仁
- DVD
  1. 我的月光 ［Music Video］
作詞：小瑜　作曲：金大洲　編曲：陈磊LC
  2. 落單的翅膀［Music Video］
作詞：Abbie Yang　作曲：菊池一仁
  3. alan in China Making

### ジャケット E
mu-moショップ限定盤
- CD
  1. 風に向かう花
  2. 涙そうそう (二胡version)
作曲：BEGIN
  3. 絆 (二胡version)

## リリース記念ミニライブ
- 2010年7月7日 20:30 - タワーレコード新宿店[7]
- 2010年7月10日 15:30, 17:30 - コクーン新都心 コクーンプラザ
- 2010年7月11日 13:00 - 秋葉原UDX AKIBA_SQUARE (GOD EATER FES 2010)[8]
- 2010年7月11日 17:00 - ラゾーナ川崎　ルーファ広場　グランドステージ